# Bergkalanderleeuwerik
De bergkalanderleeuwerik (Melanocorypha bimaculata), ook weleens Aziatische kalanderleeuwerik genoemd, is een vogel uit de familie van de leeuweriken (Alaudidae).

## Kenmerken
De vogel is 16 tot 18 cm lang, gemiddeld 1 cm korter dan de kalanderleeuwerik, verder is hij meer roodbruin en ontbreekt de duidelijke zwart halsvlek. Deze soort heeft daar meerdere, kleine halsvlekjes. Hij is het gemakkelijkst te onderscheiden aan zijn duidelijke witte wenkbrauwstreep die meer opvalt omdat daaronder een zwart streepje van het oog naar de snavel loopt en deze oogstreep ontbreekt bij de gewone kalanderleeuwerik. Verder is de vleugel van onder minder donker en ontbreekt bij de bergkalanderleeuwerik de witte achterrand van de vleugel.

## Verspreiding en leefgebied
De vogel broedt van W-Turkije tot in de Kaukasus en verder tot in Zo-Kazachstan, Kirgizië, NO-Iran en N-Afghanistan. Verder zijn er geïsoleerde populaties in Libanon, N-Israël, Z-Syrië en N-Irak. De soort overwintert zuidelijker in NO-Afrika, het Arabisch Schiereiland en NW-India
Het leefgebied bestaat in de broedtijd uit bergachtig terrein tot op 2700 m boven zeeniveau, gemiddeld kiest de bergkalanderleeuwerik voor meer steenachtig en minder grazig gebied, maar plaatselijk kunnen beide soorten samen worden aangetroffen vrij vlak en grazig biotoop.

## Status
De grootte van de populatie is in 2015 geschat op 10 tot 21 miljoen volwassen individuen. De vogel is plaatselijk zeer algemeen en meestal vrij algemeen in geschikt gebied en daarom staat de bergkalanderleeuwerik als niet bedreigd op de Rode Lijst van de IUCN.